# Nikita (Fernsehserie)
Nikita (englischer Titel: La Femme Nikita) ist eine dramatische Actionserie. Sie wurde in Kanada gedreht und erstmals von 1997 bis 2001 in den USA gesendet. Die Figuren der Fernsehserie basieren lose auf dem französischen Originalfilm Nikita von Luc Besson.

## Allgemeine Informationen
Die Fernsehserie wurde ab 1996 von Fireworks Entertainment nahe Toronto gefilmt und von Warner Bros. Television vertrieben. Sie hat insgesamt 96 Folgen in fünf Staffeln. Es gibt vier volle Staffeln und eine kurze mit acht zusätzlichen Folgen, die nach einer internationalen Fan-Kampagne mit zigtausenden Briefen entstand.
Im US-amerikanischen Fernsehen wurde die dramatisch-romantische Agentenserie vom 13. Januar 1997 bis 4. März 2001 vom Sender USA Network ausgestrahlt und wird von vielen als Kult angesehen.
Erdacht wurde die Serie maßgeblich von Joel Surnow. Er arbeitete mit Robert Cochran zusammen, mit dem er auch später die vielfach ausgezeichnete Echtzeitserie 24 schuf. Die nachfolgende Serie Alias weist eine gewisse Ähnlichkeit zu Nikita auf.
Der Titelsong stammt von Mark Snow. Die Originalmusik hat Sean Callery geschrieben. Produzent war Jamie Paul Rock. Als ausführende Produzenten fungierten Jay Firestone und Rocco Matteo.
Im deutschen Sprachraum wurden in Österreich alle Folgen in ORF1 gesendet, in Deutschland auf RTL II ab dem 18. Januar 1999 bisher nur die ersten drei Staffeln. Der Pay-TV-Sender 13th Street zeigte ab 15. April 2009 mo–fr um 17:50 alle 96 Folgen (jeweils 2 Folgen am Stück). Somit wurden ab 1. Juni 2009 die Folgen der 4. und 5. Staffel zum ersten Mal in Deutschland gezeigt. International wurde die Serie in mehr als 50 Ländern ausgestrahlt.

## Inhalt
Nikita wird – anders als im Film – unschuldig wegen eines Mordes verurteilt. Sie wird von der geheimen militärischen Organisation Section One rekrutiert. In Sektion eins wird Nikita für spezielle Missionen zur Terrorbekämpfung als eiskalte Killerin ausgebildet. Zu ihrem Mentor, dem geheimnisvollen Michael, entwickelt sie eine besondere Beziehung. Zusammen sind sie ein einzigartiges Team. Nikita passt sich mit der Zeit an ihre raue Umgebung an, in der Emotion als Schwäche gilt, und wird zur Top-Agentin. Verzweifelt sucht sie trotz ihres Jobs nach einem bisschen Privatleben. Walter und Birkoff werden so etwas wie eine Ersatzfamilie, Operations und Madeline zu Kontrahenten.

## Stil
Wichtig für den charakteristischen Look der Serie sind die Musik, die Szenenbilder von Rocco Matteo, die Kleidung von Kostümbildnerin Laurie Drew und die minimalistische Ausdrucksweise der Schauspieler. Jede kleine Augenbewegung und jedes Wort ist von Bedeutung.

## DVDs und Merchandising
- Am 24. Oktober 2008 erschien La Femme Nikita – Staffel 1 (6 DVDs) in Deutsch.
- Es gibt alle Staffeln unter dem Titel La Femme Nikita auf Englisch auf DVD zu kaufen. Sie enthalten als Extras lustige und gelöschte Szenen, Kommentare und Untertitel auf Englisch, Französisch und Spanisch.
- Die erste Staffel wurde am 8. Juli 2003 von Warner Home Video auf DVD veröffentlicht. Sie hat den Regionalcode 1 für die USA und Kanada und ist nur auf dafür geeigneten DVD-Playern abspielbar. Auf der letzten DVD gibt es unter Special Features ein kleines verstecktes Promo-Video mit Peta Wilson, ein sogenanntes Easter Egg. Es wurden auch englische VHS-Kassetten von Folgen der ersten Staffel veröffentlicht.
- Die Auslieferung der zweiten Staffel wurde etwa eine Woche vor dem geplanten Erscheinungstermin am 20. Juli 2004 aufgrund eines rechtlichen Problems mit einem Musikstück gestoppt, obwohl schon einige Sets verschickt worden waren. Der Song, der eine neunmonatige Verzögerung verursachte, war auf Disk 5 in der Folge Off Profile und zwar Loaded Gun von Hednoize (destroying the lab scene). Nach dieser Schwierigkeit wurde die zweite Staffel dann am 15. März 2005 (wieder-)veröffentlicht, wobei das erwähnte Musikstück ersetzt wurde.
- Die dritte Staffel wurde am 28. Juni 2005 veröffentlicht. Die zweite und dritte Staffel sollen im Gegensatz zur ersten und vierten, die den in den USA gebräuchlichen Regionalcode 1 haben, laut einigen Fans ohne diesen Regionalcode sein.
- Die vierte Staffel ist am 25. Juli 2006 erschienen. Sie enthält gelöschte Szenen mit Kommentaren von Christopher Heyn, Audiokommentare zu zwei Folgen – bei Time to be Heroes von Regisseur Brad Turner und Eugene Robert Glazer und bei Sympathy for the Devil von Autor Peter M. Lenkov und Eugene Robert Glazer, sowie ein Gag Reel.
- Die fünfte Staffel wurde am 17. Oktober 2006 veröffentlicht. Man kann auch alle fünf Staffeln als Set bestellen.
- Ansonsten gibt es außer den Büchern (siehe Literatur) und dem offiziellen Soundtrack, den es auch im deutschsprachigen Raum zu kaufen gibt, wenig Merchandising. Eine Ausnahme sind die vier Wrap Reels mit Aufnahmen von den Sets und die Dailies etc. von Eugene Robert Glazer. In den USA gibt es eine zweite La Femme Nikita -Musik-CD von Sean Callery. Bei früheren Fan-Veranstaltungen (siehe CQS) wurden T-Shirts verkauft.
- In2TV ist nur für US-Amerikaner ab dem 15. März 2006 verfügbar. Es ist eine Zusammenarbeit von AOL und Warner Bros. Es gibt kostenlos 10 Folgen über diese neue Internet-Plattform. Actionserien werden unter der Bezeichnung Rush TV angeboten.

## Hintergrundinformationen
La Femme Nikita heißt aus dem Französischen übersetzt Die Frau Nikita.
Der Titel der Serie wird international oft mit LFN abgekürzt.
Die Wortanzahl der englischen Episoden-Titel richtet sich nach der jeweiligen Staffel. So haben zum Beispiel die Folgen der ersten Staffel Titel mit einem Wort und Titel der letzten Staffel fünf Wörter. Dieses Prinzip ist bei der deutschen Übersetzung verloren gegangen.
Es gab karitative Veranstaltungen, bei denen einige der Schauspieler Filmsachen an Fans versteigerten. Die Conventions wurden Close Quarters Standby genannt. Sie wurden in Toronto abgehalten. CQS1 war im Oktober 1998 am Beginn der Dreharbeiten zur dritten Staffel. Auf der offiziellen Warner Bros. Webseite für die Serie gab es, was für die damalige Zeit ungewöhnlich war, zwei Internet-Liveübertragungen (live Web feeds) von CQS1 mit Stars der Serie. CQS2 war im Oktober 1999 am Beginn der vierten Staffel. Dabei wurde zum Beispiel ein Name versteigert, der später in der vierten Staffel entweder als Bösewicht oder als Sektions-Agent verwendet werden sollte. Es ist die neue Leiterin von Comm namens Katherine (Kate) Quinn, die nach der Gewinnerin benannt wurde. Sie wurde in der Folge Sleeping With the Enemy eingeführt und trat dann regulär auf. CQS3 war im Mai 2000 nahe dem Ende der vierten Staffel. Überraschenderweise tauchte Roy Dupuis kurz dort auf. Von Peta Wilson wurde, da sie beruflich verhindert war, ein kurzes Video für die Fans gezeigt, in dem sie sich bedankte und verabschiedete. CQS4 war im Mai 2001.
Weiters war Wilson im Jahr 1998 bei LCA1 (Lights, Camera, Auction). Diese Veranstaltung wird von MPICA (Motion Picture Industry Charitable Alliance) organisiert. Es werden gespendete Gegenstände von Fernsehserien für wohltätige Zwecke an Fans versteigert. Weitere kleinere Veranstaltungen für Fans waren die Kreuzfahrten mit Don Francks nach dem Ende der Serie.
Die Serie wurde aus finanziellen Gründen eingestellt. Warner Bros. wollte die Serie nach der 4. Staffel nicht mehr fortsetzen, weil der Sender USA Network die Geldforderungen von Warner Bros. nicht erfüllen wollte. Nach einer Fan-Kampagne wurden schließlich weitere acht Folgen gedreht.
Für die Serie wurden unter anderem Musikstücke von folgenden Gruppen, Interpreten und Komponisten verwendet: Filter, Christoph Willibald Gluck, Morcheeba, Enigma, Garbage, PJ Harvey, Depeche Mode, The Prodigy, Orbital, Sarah McLachlan, DJ Krush, Jacques Brel, Juno Reactor, The Crystal Method, Propellerheads, Fluke, Massive Attack, GusGus, Mickey Hart, Mandalay, Gabriel Fauré, Lamb, Hooverphonic, Françoise Hardy, Cream, Sinéad O’Connor, Craig Armstrong, David Sylvian, Everything but the Girl, Iron Butterfly, Rob Zombie, Frédéric Chopin, Patsy Cline, Ernest Tubb, Neko Case, The Future Sound of London, Coldplay.

## Episoden

### Staffel 1 (1997)
Die sechste Folge Giftgasanschlag (Love) wurde als erstes gedreht, um die Schauspieler miteinander bekannt zu machen.
- Executive Consultant: Joel Surnow
- Creative Consultant: Robert Cochran

### Staffel 2 (1998)
- Executive Consultant: Joel Surnow
- Creative Consultant: Robert Cochran
- Story Editor: Michael Loceff
- Program Consultant: David Ehrman

### Staffel 3 (1999)
- Executive Consultant: Joel Surnow
- Creative Consultant: Robert Cochran
- Executive Story Editor: Michael Loceff
- Program Consultant: Peter M. Lenkov

### Staffel 4 (2000)
- Executive Consultant: Lawrence Hertzog, Joel Surnow, Robert Cochran
- Supervising Producer: Peter M. Lenkov

### Staffel 5 (2001)
- Executive Consultant: Robert Cochran, Lawrence Hertzog, Joel Surnow

## Remake
Am 9. September 2010 begann der US-Sender The CW mit der Ausstrahlung eines Remakes der Serie. Das Remake besteht aus 73 Episoden und wurde in vier Staffeln bis zum 27. Dezember 2013 ausgestrahlt. Die deutschsprachige Erstausstrahlung begann am 8. Juni 2013 bei RTL II.

## Auszeichnungen
- 1998: Nominierung von Peta Wilson für einen Saturn Award als  Best Genre TV Actress.

### Gemini Awards
- 1998 (Frühjahr) gewann Nancy Beatty für die Folge 1.11 Geballte Ladung (Rescue) für die beste Leistung einer Schauspielerin in einer Gastrolle in einer dramatischen Serie.
- 1998 (Frühjahr) gewann Maury Chaykin für die Folge 1.12 Der Super-Gau (Innocent) für die beste Leistung eines Schauspielers in einer Gastrolle in einer dramatischen Serie.
- 1998 (Herbst) gewann Laurie Drew für das beste Kostüm-Design in der Folge 2.05 Führungswechsel (New Regime).
- 2000 gewannen Dan Latour, Scott Shepherd und Allen Ormerod für den besten Sound in einer dramatischen Serie.

Des Weiteren gab es 14 Nominierungen:
- 1998 (Frühjahr): Laurie Drew für das beste Kostüm-Design
- 1998 (Frühjahr): Peta Wilson für die beste Leistung einer Schauspielerin in einer dramatischen Hauptrolle
- 1998 (Frühjahr): Matthew Ferguson für die beste Leistung in einer Nebenrolle in einer dramatischen Serie
- 1998 (Frühjahr): Rocco Matteo für das beste Design in einer dramatischen Serie
- 1998 (Frühjahr): Jon Cassar als bester Regisseur in einer dramatischen Serie für die Folge 1.14 Schachmatt (Gambit)
- 1998 (Herbst): Nikos Evdemon für die beste Kameraarbeit in einer dramatischen Serie für die Folge 2.02 Unter Verdacht (Spec Ops)
- 1998 (Herbst): Alberta Watson für die beste Leistung einer Schauspielerin in einer Nebenrolle in einer dramatischen Serie für die Folge 2.05 Führungswechsel (New Regime)
- 1998: Jay Firestone, Jamie Paul Rock für den Chrysler's Canada's Choice Award
- 1999: Jay Firestone, Jamie Paul Rock für die beste dramatische Serie
- 1999: Laurie Drew für das beste Kostüm-Design
- 1999: Peta Wilson für die beste Leistung einer Schauspielerin in einer dramatischen Hauptrolle für die Folge 3.07 Katz und Maus (Cat and Mouse)
- 1999: Allen Ormerod, Steve Baine, Dan Latour, Scott Shepherd für den besten Overall Sound in einer dramatischen Serie für die Folge 3.01 Machtkampf in Sektion 1 (Looking for Michael)
- 2000: Laurie Drew für das beste Kostüm-Design
- 2000: Craig Henighan, Steve Baine, Jill Purdy, Rose Gregoris für den besten Sound in einer dramatischen Serie